# HMS Kelvin (F37)
HMS Kelvin (F37) là một tàu khu trục lớp K được Hải quân Hoàng gia Anh Quốc chế tạo vào cuối những năm 1930. Kelvin đã phục vụ trong suốt Chiến tranh Thế giới thứ hai và được bán để tháo dỡ vào ngày 6 tháng 4 năm 1949.

## Thiết kế và chế tạo
Kelvin được đặt hàng cho hãng Fairfield Shipbuilding and Engineering Company, Ltd. ở Govan, Scotland, và được đặt lườn vào ngày 5 tháng 10 năm 1937. Nó được hạ thủy vào ngày 19 tháng 1 năm 1939 và nhập biên chế cùng Hải quân Hoàng gia vào ngày 27 tháng 11 năm 1939.

## Lịch sử hoạt động
Vào tháng 9 năm 1940, trong thành phần Chi hạm đội Khu trục 5, Kelvin đã đánh đắm tàu khu trục HMS Ivanhoe, vốn bị hư hại nặng do trúng phải một quả mìn ngoài khơi Texel trong vụ Thảm họa Texel. Sang tháng 10, nó hộ tống cho thiết giáp hạm HMS Revenge khi chiếc này tiến hành bắn phá Cherbourg.
Một năm sau đó, dưới quyền chỉ huy của Đô đốc James Somerville, nó tham gia các hoạt động ngoài khơi mũi Spartivento vào ngày 27 tháng 11 năm 1940, và trong hai năm tiếp theo đã hoạt động tích cực tại Mặt trận Địa Trung Hải, tham gia nhiều trận chiến lớn cũng như các hoạt động thứ yếu. Vào tháng 5 năm 1941, nó cùng các tàu khu trục Jackal, Kashmir, Kelly và Kipling bắn phá Benghazi trước khi hướng đến Crete vào ngày 20 tháng 5 năm 1941. Trong Trận Crete, nó sống sót và rút lui với tổn thất tương đối nhẹ, nhưng cần phải được sửa chữa, nên được gửi đến Bombay, Ấn Độ, nơi thủy thủ đoàn có dịp nghỉ ngơi và tham quan. Đến tháng 3 năm 1942, nó quay trở lại Địa Trung Hải, hộ tống Đoàn tàu MW10 và tham gia Trận Sirte thứ hai. Sau đó nó tham gia hoạt động nghi binh phân tán để hỗ trợ cho Chiến dịch Pedestal và bắn phá Rhodes.

Thủ tướng Churchill trên chiếc HMS Kelvin, tháng 6 năm 1944.

Vào ngày 16 tháng 4 năm 1942, Kelvin cho đổ bộ binh lính thuộc Tiểu đoàn 11 Thủy quân Lục chiến Hoàng gia lên Koufonisi gần Crete để phá hủy một trạm quan trắc thời tiết, trong khuôn khổ Chiến dịch Lighter. Đến tháng 12 năm 1942, cùng với các chiếc Janus, Javelin và Jervis, nó đã đánh chìm chiếc tàu phóng lôi Ý Lupo thuộc lớp Spica ngoài khơi Kerkennah Bank, Tunisia. Sang tháng 1 năm 1943, nó bắn phá Zuwara, và cùng với Nubian đánh chìm một loạt các tàu tiếp tế và tàu quét mìn Ý. Cùng với Javelin, nó tiêu diệt một đoàn tàu vận tải Ý trong khuôn khổ Trận chiến vận tải Tripoli trong đêm 19 tháng 1 năm 1943.
Vào tháng 6 năm 1944, Kelvin quay trở về vùng biển nhà, và đã đưa Thủ tướng Anh Quốc Winston Churchill cùng nhiều quan chức vượt eo biển Manche trong Chiến dịch Overlord.  Nó quay trở lại khu vực Địa Trung Hải để tham gia các hoạt động nhằm giải phóng Dodecanese. Nó đã bắn phá Tilos và cho đổ bộ binh lính thuộc một lực lượng đặc biệt vào tháng 11 năm 1944. Không giống như những tàu khu trục khác thuộc lớp J, K và N, Kelvin sống sót qua cuộc chiến tranh; nó bị bán để tháp dỡ vào ngày 6 tháng 4 năm 1949, và bị tháo dỡ tại Troon thuộc Scotland.